# Al Keller
Al Keller (11 aprilie 1920, Alexander, New York – 19 noiembrie 1961 Phoenix, Arizona) a fost un pilot de curse auto american care a evoluat în Campionatul Mondial de Formula 1 între anii 1955 și 1959.